# Namibcypris costata
Namibcypris costata — вимерлий вид черепашкових ракоподібних родини Candoniidae.

## Поширення
Вид виявлений у 1987 році у джерелах пустелі Каоковельд на півночі Намібії. Подальші проби не виявили зразків ракоподібних. Вид, ймовірно, вимер під час пересихання джерел.